# Deutsche Gesellschaft für Luft- und Raumfahrt
Die Deutsche Gesellschaft für Luft- und Raumfahrt – Lilienthal-Oberth e. V. (DGLR) wurde 1912 unter dem Namen Wissenschaftliche Gesellschaft für Flugtechnik (WGF) gegründet. Sie ist die weltweit zweitälteste technisch-wissenschaftliche Gesellschaft für Luft- und Raumfahrt. Ihre rund 3000 Mitglieder sind Wissenschaftler, Ingenieure, Politiker, Industrielle, Studenten und an der Luft- und Raumfahrt interessierte Bürger aus dem In- und Ausland.

## Aufgabe
Die Deutsche Gesellschaft für Luft- und Raumfahrt e. V. (DGLR) sagt von sich, dass sie die älteste wissenschaftlich-technische Vereinigung Deutschlands sei, die allen Bürgern, die sich privat oder beruflich mit Luft- und Raumfahrt beschäftigen, ein gemeinsames Forum biete.
Die DGLR hat sich die Aufgabe gestellt, als Bindeglied zwischen den einzelnen Disziplinen in der Luft- und Raumfahrt zu dienen, den nationalen und internationalen Erfahrungsaustausch zwischen Industrie, Behörden, Forschungsinstituten und Universitäten zu fördern und die Interessen der deutschen Luft- und Raumfahrt national und international zu vertreten. Sie veranstaltet und beteiligt sich an Symposien, Fachtagungen, Diskussionsrunden und internationalen Veranstaltungen zwecks Informations- und Erfahrungsaustausch sowohl innerhalb der Gesellschaft als auch außerhalb.
Darüber hinaus fördert die DGLR den wissenschaftlich-technischen Nachwuchs mit verschiedenen Projekten in den Bereichen der Luft- und Raumfahrt. Sie veranstaltet Wettbewerbe und Seminare und wendet sich mit dem Nachwuchsportal skyfuture an Studenten und Schüler.

## Geschichte
Die Gesellschaft wurde am 3. April 1912 unter dem Namen Wissenschaftliche Gesellschaft für Flugtechnik e. V. (WGF) in Berlin gegründet. Sie ist damit die weltweit zweitälteste technisch-wissenschaftliche Gesellschaft für Luft- und Raumfahrt. Bereits im ersten Jahr hatte die Gesellschaft 300 Mitglieder.
1914 wurde die WGF umbenannt und hieß fortan Wissenschaftliche Gesellschaft für Luftfahrt (WGL). Der bereits bei der Gründung involvierte Ludwig Prandtl wurde mit der Einrichtung wissenschaftlich-technischer Ausschüsse beauftragt, wie z. B. für Motoren, Aerodynamik, Aerologie etc., die sich auch heute noch in der Vereinsstruktur unter den Fachbereichen wiederfinden. Organ wurde die Zeitschrift für Flugtechnik und Motorluftschiffahrt, in der regelmäßig die Geschäftlichen Mitteilungen erschienen.
Bis 1929 stieg die Mitgliederzahl auf über 800. Auf jährlichen Hauptversammlungen hielten bedeutende Wissenschaftler der Luftfahrt, wie Junkers, Oberth und Dornier, Vorträge. Bereits 1928 kamen die ersten Vorträge zum Thema Raumfahrt und Raketenflug dazu. Im Jahr 1936 wurde die WGL aufgelöst, und die Mitglieder wurden Teil der neu gegründeten Lilienthalgesellschaft für Luftfahrtforschung.
Von 1945 bis 1952 war jede Betätigung in der Luftfahrt in Deutschland verboten. So kam es erst am 21. April 1952 zur Neugründung der Wissenschaftlichen Gesellschaft für Luftfahrt. Die höchste Auszeichnung der Gesellschaft war – und ist heute noch – der Ludwig-Prandtl-Ring, der an nationale und internationale Wissenschaftler vergeben wurde und so die Beziehungen zu ausländischen Gesellschaften knüpfte und stärkte und der WGL zu internationaler Anerkennung verhalf.
Um zukünftig auch alle Probleme der aufkommenden Weltraumfahrt und -technik zu erfassen, wurde die WGL 1962 in Wissenschaftliche Gesellschaft für Luft- und Raumfahrt e. V. (WGLR) umbenannt.
Gleichzeitig entwickelte sich ab 1923 die Raumfahrtbewegung in Deutschland, angestoßen durch Veröffentlichungen des Physikers und späteren Raketenpioniers Hermann Oberth. Der Verein für Raumschifffahrt e. V. wurde gegründet, durch den 1932 der erste deutsche Raketenflugplatz in Berlin errichtet wurde. 1934 wurde der Verein aufgelöst, und die Gesellschaft für Weltraumforschung e. V., Berlin (GfW) entstand. Hermann Oberth war ab 1948 Ehrenpräsident der GfW, die 1956 in Deutsche Gesellschaft für Raketentechnik und Raumfahrt e. V. (DGRR) umbenannt wurde.
1967 waren die Entwicklungen in der Luft- und Raumfahrt so weit, dass man sich entschloss, die DGRR und die WGLR künftig in einer Gesellschaft zu vertreten. So kam es zum Zusammenschluss der beiden Vereine zur Deutschen Gesellschaft für Luft- und Raumfahrt e. V. (DGLR) mit Sitz in Berlin.
Ab 1990 begannen Verhandlungen, die DGLR mit der Hermann-Oberth-Gesellschaft (HOG), der Gesellschaft für Weltraumforschung und Raumfahrt (GWR) und der Fachverband Luftfahrt (FL) zu einer Gesellschaft zusammenzuschließen. So entstand am 1. Januar 1993 die Deutsche Gesellschaft für Luft- und Raumfahrt – Lilienthal-Oberth e. V. (DGLR).

## Vereinsstruktur
Als eingetragener Verein stehen die Mitglieder an der Spitze der administrativen Verwaltung.
Sie wählen 30 Persönlichkeiten für den Senat. Zusätzlich wählt der Senat selber noch bis zu acht weitere Senatsmitglieder. Die Senatsmitglieder sind drei Jahre im Amt und können danach wiedergewählt werden. Der Senat wählt das Präsidium, bildet Fachbereiche und Bezirksgruppen, ernennt korrespondierende oder Ehrenmitglieder und berät bei Satzungsänderungen und über die Richtlinien der Tätigkeit der DGLR.
Das Präsidium der Gesellschaft besteht aus dem Präsidenten, dem Vizepräsidenten, dem 2. Vizepräsidenten (Schatzmeister) und vier Präsidiumsmitgliedern, die unter sich die folgenden Aufgabengebiete aufteilen: Fachbereiche, Bezirksgruppen, Veranstaltungen, Publikationen, Nachwuchsförderung, Öffentlichkeitsarbeit, Internationale Zusammenarbeit, Ehrungen. Aufgaben des Präsidiums sind die Entwicklung von Maßnahmen zur Erreichung der Ziele der Gesellschaft, Kontrolle der Tätigkeit der Gesellschaft, sowie die Berufung des Generalsekretärs und die Anstellung der Mitarbeiter in der Geschäftsstelle.
Die Geschäftsstelle hat ihren Sitz in Bonn.

### Fachbereiche
Die DGLR ist fachlich in die drei Bereiche Luftfahrt, Raumfahrt und Querschnittsthemen gegliedert. Diese Bereiche sind weiter in Fachbereiche unterteilt.
Luftfahrt (L)
- L1 Luftverkehr
- L2 Bemannte Luftfahrzeuge
- L3 Unbemannte Fluggeräte
- L4 Kabine
- L5 Luftfahrtantriebe
- L6 Flugmechanik/Flugführung
- L7 Luftfahrt und Gesellschaft

Raumfahrt (R)
- R1 Raumfahrttechnik
- R2 Raumfahrtwissenschaft und -anwendung
- R3 Raumfahrt und Gesellschaft

Querschnittsthemen (Q)
- Q1 Werkstoffe – Verfahren – Bauweisen
- Q2 Fluid- und Thermodynamik
- Q3 Avionik und Missionstechnologien
- Q4 Systemtechnik/-management
- Q5 Luft- und Raumfahrtmedizin (DGLRM)

Die einzelnen Fachbereiche sind wiederum in Fachausschüsse unterteilt.

### Bezirksgruppen
Neben der Unterteilung in die Fachbereiche lässt sich die DGLR außerdem in Bezirksgruppen unterteilen. Die Bezirksgruppen sind zum einen als lokale Vertretungen der Gesellschaft zu verstehen, planen und veranstalten aber zum anderen auch selbständig Aktivitäten.
Die Bundesrepublik Deutschland ist auf insgesamt 13 Bezirksgruppen aufgeteilt: Aachen, Berlin-Brandenburg, Braunschweig, Bremen, Darmstadt, Dresden, Friedrichshafen, Hamburg, Köln-Bonn, Leipzig, Mannheim, München, Stuttgart.

### Nachwuchsgruppen
Der DGLR gehören verschiedene Nachwuchsgruppen an, die zur Förderung des wissenschaftlichen Nachwuchses in der Luft- und Raumfahrt dienen:
- AkaModell München – studentische Gruppe, die sich mit dem Bau und Betrieb von ferngelenkten Flugzeugen beschäftigt (TU München)
- AkaModell Stuttgart e. V. – studentischer Verein für die Entwicklung und den Bau von Modellflugzeugen (Universität Stuttgart)
- AQUARIUS – studentische Initiative für die Erforschung von Heißwasserantrieben, einer umweltfreundlichen und kostengünstigen Variante der Raketenantriebe (TU Berlin)
- ERIG (ExperimentalRaumfahrt-InteressenGemeinschaft) – wissenschaftlich-studentische Vereinigung, die Experimentalraketen baut und Kleinsatelliten entwickelt (TU Braunschweig)
- Hummingbird – studentische Gruppe zur Erforschung von Kleingasturbinen (TU München)
- IACE (International Air Cadet Exchange) – Programm, um das Interesse junger Personen für die Luftfahrt im Allgemeinen und speziell für ein Berufsleben in der Luftfahrt zu festigen und Perspektiven zu zeigen
- IFSys – Studierendenprojekt zur Entwicklung eines autonom fliegenden UAS (Unmanned Aerial System) (TU Berlin)

- JETSDREAM – studentische Initiativgruppe für Luftfahrtantriebe (TU Berlin)

- KSat (studentische Kleinsatellitengruppe der Universität Stuttgart) – Verein von Studierenden der Universität Stuttgart, welcher an CubeSats und Projekten im Rahmen von REXUS/BEXUS arbeitet.

- TUDSaT (TU Darmstadt Space Technology e. V.) – eine Gruppe von Studierenden der TU Darmstadt, die eine Begeisterung für die Raumfahrt teilen und gemeinsam an interdisziplinären Projekten wie der Entwicklung von Kleinsatelliten (CubeSats) und Experimentalraketen arbeiten, um schon während des Studiums Raumfahrt hautnah zu erleben.

- WARR (Wissenschaftliche Arbeitsgemeinschaft für Raketentechnik und Raumfahrt) – studentische Arbeitsgruppe für praxisbezogene Projekte aus beinahe allen Themengebieten der Raumfahrt (Technische Universität München)
- WüSpace – studentische Gruppe an der Julius-Maximilians-Universität Würzburg, welche an Luft- und Raumfahrt-Projekten arbeitet.

Weitere Nachwuchsgruppen:
- Constellation – Plattform für Forschungsprojekte, die ans Internet angebundene Computer nutzen, um luft- und raumfahrtbezogene Wissenschaft und Forschung zu betreiben (Stuttgart)[11]
- FVHF – studentisch organisierte Fliegergruppe, die sich mit Ultraleichtflugzeugen beschäftigt (Bremen)

- STAR – studentische Arbeitsgruppe für Aktivitäten im Rahmen der Student Space Exploration and Technology Initiative (SSETI) (Stuttgart)

## Veranstaltungen / Konferenzen
Die DGLR veranstaltet seit 1952 alljährlich den Deutschen Luft- und Raumfahrtkongress (DLRK). Er dient als Plattform für den Erfahrungsaustausch unter jetzigen und zukünftigen Experten auf dem Gebiet der Luft- und Raumfahrt. Der DLRK ist seit Jahrzehnten als ein Networking-Event in der Luft- und Raumfahrt etabliert und begrüßt jedes Jahr rund 700 Teilnehmer.
Außerdem beteiligt sich die DGLR an vielen weiteren nationalen und internationalen Veranstaltungen zum Thema Luft- und Raumfahrt und richtet kleinere Events auf Bezirksebene aus.

## Mitgliedschaften
Personen, die an Luft- und Raumfahrt interessiert sind, können sich als ordentliches Mitglied anmelden und damit die Leistungen der Gesellschaft nutzen. Industriefirmen, Verbände, Vereine und andere in der Luft- und Raumfahrt tätige oder sich beschäftigende Organisationen können Korporative Mitglieder der DGLR werden.
Die DGLR selber ist stimmberechtigtes Mitglied der International Astronautical Federation (IAF) und des International Council of the Aeronautical Sciences (ICAS). Sie gehört zu den vier Gründungsmitgliedern des Council of European Aerospace Societies (CEAS) und arbeitet seit Jahren mit dem American Institute of Aeronautics and Astronautics (AIAA) zusammen.

## Förderungen und Ehrungen
Ludwig-Prandtl-Ring
wird „für Verdienste durch hervorragende eigene Arbeiten um die Flugwissenschaften in all ihren Disziplinen“ verliehen
Raumfahrtmedaille der DGLR (bis 2022: Eugen-Sänger-Medaille)
wird „für besondere Verdienste auf dem Gebiet der Raumfahrtwissenschaften bzw. des Raumfahrtgeräts“ verliehen
Otto-Lilienthal-Medaille
wird „für die Erbringung ingenieurorientierter Leistungen hohen Ranges wissenschaftlicher Art auf dem Gebiet der Luftfahrt“ verliehen
Ehrennadel der deutschen Luftfahrt
wird „für hervorragende Verdienste eines Teams um die Entwicklung der Luftfahrt“ verliehen
Ehrennadel der deutschen Raumfahrt (bis 2019: Wernher-von-Braun-Ehrung)
wird „für hervorragende Verdienste eines Teams (bis 1997: einer einzelnen Person) um die Entwicklung der Raumfahrt“ verliehen
Ehrenmitgliedschaft (Honorary Member)
wird „für besondere Verdienste um die Luft- und Raumfahrt, insbesondere auch um die Gesellschaft und deren Ziele“ verliehen
Nachwuchspreise
werden zur Förderung des wissenschaftlichen Nachwuchses verliehen
Manfred-Fuchs-Ehrung
wird „für herausragende Leistungen auf nationaler oder internationaler Ebene auf den Gebieten Management, Führung und Unternehmertum in den Bereichen Wissenschaft, Forschung & Industrie der nationalen und internationalen Luft- und Raumfahrt“ verliehen

## Nachwuchsportal
Seit Oktober 2009 ist Skyfuture, das von der Deutschen Gesellschaft für Luft- und Raumfahrt getragene Nachwuchsportal zu Ausbildung und Studium in der Luft- und Raumfahrt, online. Das Portal ist bemüht, die ganze Bandbreite der Berufs- und Karrieremöglichkeiten in diesem Bereich darzustellen. Eine Studiendatenbank ermöglicht die Recherche zu akademischen Ausbildungswegen. Zu Ausbildungsberufen stehen Videos, Interviews mit Auszubildenden und konkrete Informationen zu Bewerbungsmöglichkeiten zur Verfügung.